# Reuben Roddy
Reuben Roddy (auch Ruben Roddy, * 5. Mai 1906 in St. Joseph (Missouri); † 16. November 1959 in New Orleans) war ein US-amerikanischer Saxophonist des Jazz und der Unterhaltungsmusik.
Roddy spielte wenigstens bis 1931 in Kansas City in Walter Pages Blue Devils; er wirkte bereits 1929 an deren Aufnahmen für Vocalion (Squabblin’ und Blue Devil Blues) mit (jedoch nicht als Solist). In seiner Zeit in Kansas City spielte er auch in der Band von Bennie Moten. Während des Zweiten Weltkriegs gehörte er in New Orleans der Algiers Naval Band an und blieb nach Kriegsende in der Stadt, um 1946 Mitglied der Eureka Brass Band zu werden, an deren ersten Platteneinspielungen 1951 er mitwirkte. In den 1950er-Jahren spielte er außerdem in der Band von Kid Thomas in New Orleans. Roddy, der vor allem Tenor- und Altsaxophon spielte, galt als „guter Musiker“, auch wenn er nicht sehr „hot“ (jazzmäßig) spielte.
Im Bereich des Jazz war er zwischen 1929 und 1956 an dreizehn Aufnahmesessions beteiligt. Roddy liegt auf dem Holt Cemetery von New Orleans begraben.

## Diskographische Hinweise
- The Eureka Brass Band New Orleans Funeral and Parade (1951)
- Kid Thomas The Dance Hall Years (American Music, 1954)
- The Eureka Brass Band In Rehearsal (1956)